# Нехорошев, Юрий Иванович
Ю́рий Ива́нович Нехоро́шев (14 апреля 1925, Пенза — 10 октября 2016, Московская область) — советский и российский искусствовед, театровед, художник, журналист, редактор, писатель, общественный деятель. Заслуженный деятель искусств Российской Федерации (1999).

## Биография
В 1939 году поступил в Пензенское художественное училище. С 3-го курса был призван в Красную Армию. По окончании курсов стрелков-миномётчиков (Ульяновское военное пехотное училище) во время следования на фронт получил тяжёлое ранение при бомбардировке эшелона; после лечения был признан «годным к нестроевой службе».
В 1948 году окончил театрально-декорационное отделение Пензенского художественного училища (мастер — И. С. Горюшкин-Сорокопудов, ученик Репина), в 1953 году — отделение критики ГИТИСа (мастер — П. А. Марков, завлит МХАТа при Станиславском и Немировиче-Данченко, герой «Театрального романа» Булгакова).
Работал редактором в издательстве «Искусство», журнале «Клуб и художественная самодеятельность», специальным корреспондентом по искусству в газете «Известия» (1958—1960). В 1960 году окончил Московский полиграфический институт.
Заместитель главного редактора журнала «Художник» (1960—1965). В 1965—1985 годах — главный редактор журнала «Творчество» Союза художников СССР. Подвергался неоднократной критике в отделе культуры ЦК КПСС за отклонение журнала от пропаганды идей социалистического реализма; в 1985 году был уволен за публикацию критической статьи о творчестве народного художника А.Шилова.
Организовывал зональные выставки художников; был делегатом всех съездов Союза художников РСФСР и СССР.

### Семья
Мать — Мария Андреевна, внебрачная дочь состоятельного дворянина. Отец — Иван Дементьевич, из крестьян, участник Русско-японской и Гражданской войн.
Сын — Александр, телевизионный деятель.

## Творчество
Автор книг о русских художниках, более 400 статей о художниках и выставках современного изобразительного искусства.

### Избранные сочинения
- Владимир Артыков. Римма Исакова : [Альбом / Авт. вступ. ст.: Ю. И. Нехорошев, Роберт Михайлович Спиричев]; НИИ теории и истории изобразит. искусства Рос. акад. художеств. — М : Грааль, 2001. — [28] с.
- Десять зональных выставок : Сб. ст. / [Ред.-сост. и авт. вступ. статьи Ю. Нехорошев]. — Л.: Художник РСФСР, 1967. — 177 с.
- На страже мирного труда : [Альбом / Авт.-сост. и авт. вступ. статьи Ю. И. Нехорошев]. — М.: Сов. художник, 1978. — [18] с. — 30000 экз.
- Нехорошев Ю. И. Борис Иванович Волков : [Театр. художник]. — М.: Искусство, 1956. — 46 с. — (Массовая библиотека).
- Нехорошев Ю. И. Владимир Артыков. Римма Исакова : живопись. — М.: Овен, 2005. — 144 с. — 750 экз.
- Нехорошев Ю. И. Иван Силыч Горюшкин-Сорокопудов. — [Л.: Художник РСФСР, 1968]. — 82 с.
  -  — М.: [б.и.], 2011. — 171 с. — 100 экз.
- Нехорошев Ю. И. Декоратор Художественного театра Виктор Андреевич Симов. — М.: Сов. художник, 1984. — 279 с. — 15000 экз.
- Нехорошев Ю. И. Б. Домашников : [Альбом]. — М.: Сов. художник, 1989. — 95 с. — (Мастера советского искусства). — 6500 экз.
- Нехорошев Ю. И. Николай Григорьевич Петров : Акварель. Рис. — М : Б.и., 2004. — 96 с. — 700 экз.
- Нехорошев Ю. И. Повествование : [Герой Советского Союза Георгий Москалев] : график, живописец]. — М.: [б.и.], 2007. — 62+4 с. — 1000 экз.
- Нехорошев Ю. И. Юрий Походаев : Живопись : [Альбом]. — М : Сов. художник, 1982. — [107] с. — 20000 экз.
- Нехорошев Ю. И. Поэзия жизни — правда искусства : Статьи разных лет. — Л.: Художник РСФСР, 1977. — 183 с. — 10000 экз.
- Нехорошев Ю. И. Русский эстонец художник Альфред Оя (1924—2000). — М.: [б. и.], 2005. — 63 с. — 300 экз.
- Нехорошев Ю. И. Со смехом по жизни : (memoires). — М.: [б. и.], 2008. — 417 с. — (Содерж.: Сортир; Пехотные страсти; В погоне за сиськами; ГИТИС и другие; Общежитие св. Трифона; Не до шуток, а все же; Склизские сткпени; Молодой орган СХ; Итальянские байки; Промозглая оттепель [и др.])
- Нехорошев Ю. И. Современная тема и средства ее художественного воплощения : Обзор Всесоюз. худож. выставки 1961 г. / Союз художников РСФСР. — М.: Б. и., 1962. — 25 с. — (В помощь пропагандистам)
- Нехорошев Ю. И. Формализм — враг новаторства, враг жизненной правды / Союз художников РСФСР. — М.: Б. и., 1963. — 23 с. — (В помощь пропагандистам)
- Нехорошев Ю. И. Формализм — враг новаторства, враг жизненной правды. — Л.: Художник РСФСР, 1965. — 38 с.
- Нехорошев Ю. И. Художник Александр Казанский : жизнь и творчество : [альбом]. — Улан-Удэ : НоваПринт, 2013. — 136 с. — 500 экз. — ISBN 978-5-91121-064-9
- Нехорошев Ю. И. Художники-шестидесятники. — М.: [б. и.], 2009.
  - [Т. 1]: 2009. — 381 с. — 75 экз.
  - Т. 2: 2011. — 361 с. — 100 экз.
- Нехорошев Ю. И. Читатель! Шутки! Пародии! Анекдоты! Автор… Издатель?. — [М. : б.и.], 2012. — 171 с. — (Рукописная Москва). — 50 экз.
- Пантелеев А. В. Уральская симфония : [Альбом] / [Сост. и авт. вступ. статьи Ю. Нехорошев]. — М.: Сов. художник, 1976. — [32] с. — 15000 экз.
- Традиции русской живописи. Русский импрессионизм : картины современных художников : [альбом посвящается 150-летию со дня рождения Константина Алексеевича Коровина / авт. вступ. ст.: Ю. И. Нехорошев, А. С. Епишин]. — М.: Наш Изограф, 2012. — 248 с. — (Имена в искусстве России). — ISBN 978-5-88149-531-2
- Художники беседуют / Иогансон, Корин, Волков [и др.]; записал Юр. Нехорошев. — М.: [б. и.], 2007. — 185 с. — 75 экз.

редактор
- Мы помним … : Худож., искусствоведы — участники Великой Отеч. войны 1941—1945 гг / Союз худож. России; [Ред.-сост. Е. В. Можуховская, Гл. ред. Ю. И. Нехорошев]. — М.: Юный худож. Папиллонс, 2000. — 331 с. — 2000 экз. — ISBN 5-901183-02-9
- Художник и сцена : Сб. с. / [Ред.-сост. Ю. Нехорошев]. — М.: Искусство, 1964. — 112 с. . — (Репертуар художественной самодеятельности ; № 24)

## Награды и признание
- Заслуженный деятель искусств Российской Федерации (22 ноября 1999 года) — за заслуги в области искусства[3].
- Медаль «За победу над фашистской Германией».
- Медаль «50-лет Союза художников России».
- Крест «Святого Георгия Победоносца» за заслуги.
- Почётный академик Российской академии художеств, академик Академии творчества.
- Заслуженный деятель культуры Польши[1][2].